# Região Geográfica Imediata de Juara

Localização da Região Imediata de Juara no Estado de Mato Grosso.

A Região Geográfica Imediata de Juara é uma das 18 regiões imediatas de  Mato Grosso, pertence a Região Geográfica Intermediária de Sinop. É dividida em 4 municípios, e tem uma população de 52.319 pessoas segundo a estimativa do IBGE de 2017. E uma área territorial de 38.830,971 km² . Esta é uma divisão regional, não sendo uma divisão política.
A Região Geográfica Imediata de Juara foi criada em  2017 pelo  IBGE.

## Municípios
| Fonte | Código do Município | Município               | População 2017 | Área territorial km² |
| ----- | ------------------- | ----------------------- | -------------- | -------------------- |
| [ 1 ] | 5105101             | Juara                   | 33.851         | 22.622,350           |
| [ 2 ] | 5106273             | Novo Horizonte do Norte | 3.876          | 898,499              |
| [ 3 ] | 5106802             | Porto dos Gaúchos       | 5.283          | 6.862,118            |
| [ 4 ] | 5107941             | Tabaporã                | 9.309          | 8.448,004            |
|       |                     | Total                   | 52.319         | 38.830,971           |

Fonte: IBGE.
Município mais populoso. Juara - 33.851 pessoas.
Município com maior área territorial: Juara 22.622,350 km².
Município menos populoso: Novo Horizonte do Norte - 3.876 pessoas.
Município com menor área territorial: Novo Horizonte do Norte - 898.499 km² .

## Referência
1. ↑  «IBGE | Cidades | Mato Grosso | Juara». cidades.ibge.gov.br. Consultado em 13 de fevereiro de 2018
2. ↑  «IBGE | Cidades | Mato Grosso | Novo Horizonte do Norte». cidades.ibge.gov.br. Consultado em 13 de fevereiro de 2018
3. ↑  «IBGE | Cidades | Mato Grosso | Porto dos Gaúchos». cidades.ibge.gov.br. Consultado em 13 de fevereiro de 2018
4. ↑  «IBGE | Cidades | Mato Grosso | Tabaporã». cidades.ibge.gov.br. Consultado em 13 de fevereiro de 2018